# Józef Chorąży
Józef Stanisław Chorąży (ur. 1854 w Krakowie, zm. 30 listopada 1910 tamże) – major C. K. Armii.

## Życiorys
Józef Stanisław Chorąży urodził się w 1854 w Krakowie. Był synem Wojciecha, lekarza wojskowego, zaś lego matka wywodziła się z rodziny Leszczyńskich. Ukończył naukę w Wyższej Szkole Realnej w St. Pölten oraz kształcenie w szkole wojskowej w Wiener Neustadt. Od 1876 w stopniu porucznika był przydzielony do 56 pułku piechoty. Potem służył w szeregach 55 pułku piechoty i 13 pułku piechoty. W stopniu kapitana został przeniesiony do komendy placu w Krakowie, gdzie do końca życia służył w stopniu majora. 
Był powszechnie ceniony. Wspierał szpital oo. Bonifratrów i Harmonę w Krakowie. Był żonaty z Erwiną, córką pułkownika Wacława Kochańczyka, komendanta placu w Krakowie. Zmarł 30 listopada w wieku 55 lat. Został pochowany na cmentarzu Rakowickim w Krakowie.

## Odznaczenia
- Medal Zasługi Wojskowej z czerwoną wstęgą[2]
- Odznaka za Służbę Wojskową III klasy[2]
- Medal jubileuszowy - Medal ustanowiony w roku 1898 dla uczczenia 50 lecia wstąpienia na tron cesarza Franciszka Józefa. Prawo do takiego medalu miały wszystkie osoby, które podczas panowania Franciszka Józefa (czyli od 2 grudnia 1848 r.) służyły w wojsku, żandarmerii[4].
- Krzyż Jubileuszowy Wojskowy[5]